# Chronique de Tabari
 (octobre 2020).
Chronique de Tabari (arabe : تاريخ الطبري,Tārikh al-Tabari), également connue sous le titre Histoire des prophètes et des rois (arabe : تاريخ الرسل والملوك,Tārikh al-Rusul wa-l-Mulūk) relate l'histoire du monde depuis la création jusqu'à la naissance de Mahomet, puis l'histoire du monde musulman pendant les trois premiers siècles de l'hégire. 
Son auteur, Tabari, rapporte les évènements avec leur isnâd (chaîne de transmission), laissant aux savants postérieurs le soin de distinguer les récits authentiques des récits forgés : les faits et les légendes sont traités à égalité.
Cet ouvrage, rédigé en arabe, fut traduit en persan vers 963 (soit 40 ans après la mort de l'auteur) par le savant samanide Mohammad Bal'ami (en), d'après les manuscrits de la Bibliothèque du Roi. C'est une version « abrégée », où les références, répétitions, et citations des sources ont été supprimées. Cette version fut par la suite traduite en turc.
Les sunnites accusent Al-Bal'ami d'avoir modifié des récits à des fins de propagande chiite.
Par la suite, ce sera au tour des chiites et des historiens d'accuser avec de solides[Lesquels ?] arguments Hermann Zotenberg de falsification du texte. 
La première traduction française de la Chronique de Tabari fut l'œuvre de Louis Dubeux en 1836 et elle est parue sous le titre: Chronique d'Abou-Djafar Mohammed Tabari, fils de Djarir, fils d'Yezid, traduite sur la version persane d'Al Bal'ami. Par la suite, l'orientaliste Hermann Zotenberg en fit une version plus aboutie, laquelle parut en 1867-74 (4 vol.). Bien qu'« abrégée » elle représente environ 1 500 pages imprimées. L'ampleur déjà considérable de cet ouvrage, même abrégé, est une entrave à la traduction en français de l'original en langue arabe.
Néanmoins en 2002, une version revue de la Chronique de Tabari a été publiée, toujours fondée sur la traduction de Hermann Zotenberg, mais cette fois revue sur la base de la version arabe par Mohamad Hamadé.

## La version de Zotenberg
La version de Zotenberg comporte six parties.

### De la création àDavid
Pour les quatre premières parties le point de vue religieux est prédominant. Pour toutes les périodes précédant l'Islam le récit de Tabarî rapporte une foule de légendes auxquelles les auteurs musulmans font allusion.

### DeSalomonà la chute desSassanides
Dans cette partie du récit, Tabarî raconte, entre autres, l'histoire d'Alexandre le « Bicornu » qu'il assimile à Alexandre le Grand et au personnage du Coran Dhû-l-Qarnayn cité dans la sourate XVIII,. Tabari donne une explication ingénieuse :

« Alexandre est appelé Dhû-l-Qarnayn pour cette raison qu'il alla d'un bout à l'autre du monde. Le mot 'qarn' veut dire corne, et on appelle les extrémités du monde 'cornes'. Lui étant allé aux deux extrémités du monde, tant à l'Orient qu'à l'Occident, on l'appelle Dhû-l-Qarnayn. »

Il a cependant quelques doutes sur sa propre interprétation, il précise que : « Les commentateurs ne sont pas d'accord là dessus au sujet de Dhû-l-Qarnayn ».
Plusieurs théologiens et historiens musulmans — dont As-Suhayliy (XIIIe siècle), Ibn Taymiyya (XIVe siècle) et Al-Maqrîziy (XVe siècle) — rejettent l'idée selon laquelle Dhû-l-Qarnayn serait Alexandre, et font remonter le personnage coranique à l'époque d'Abraham car « Allah ne peut pas faire d'éloge à un polythéiste »[Où ?]. D'autres théologiens musulmans penchent sur le fait qu'il s'agirait plutôt de Cyrus II (vers 559 av. J.-C. à 529 av. J.-C.) comme as-Syoharwi car il aurait adoré un dieu unique et a réussi à réunir dans ses mains le commandement des Perses et celui des Mèdes.
Il n'y a aucune évidence historique que Cyrus fut monothéiste. Au contraire, il honore le dieu Mardouk à Babylone, aussi bien que Baal en Phénicie et bien sûr Mazda en Perse. D'autre part, Cyrus est perse , et l'histoire perse est connue via Tabari, qui lui-même était perse .  L'hypothèse que Cyrus, ou un autre roi perse,fut Dhû-l-Qarnayn  est donc farfelue et n'est donc pas maintenable.  Néanmoins le nom de celui qui a des cornes, donné à Alexandre le Grand  peut s'expliquer par son titre de prêtre d'Ammon et sa représentation sur les drachmes avec des cornes de bélier (les monnaies grecques ont circulé dans tout le Moyen-Orient jusqu'au règne d'Abd al-Malik).

### Mahomet,  le sceau des prophètes
Tabarî est une source importante pour le récit de la vie de Mahomet. Il ne rapporte que ce qui lui semble confirmé par le Coran ou de fortes traditions à travers les hadîths. Cela fait un récit non dépourvu de merveilleux mais qui veut rester « critique ».

### Les califes omeyyades
Pour l'histoire des Omeyyades, la Chronique reste la source la plus précieuse de nos connaissances.

### Les califes abbassides
L'histoire des Abbassides s'arrête en 862 par le règne de Al-Mutazz. Le calife suivant Al-Muhtadi n'est que cité.

## Falsifications de Zotenberg?
L'islamologue Claude Gilliot relève que « la traduction de H. Zotenberg a été faite à partir d'un texte persan fort éloigné de l'original arabe. »
Ceci avait déjà été remarqué par des théologiens musulmans[Lesquels ?], pour qui cette version ne peut être considérée comme fiable ou recevable, car elle comporterait un nombre important d'erreurs.[réf. nécessaire]. En outre, Zotenberg ne se serait pas limité à abréger de manière neutre le texte mais aurait eu une démarche partisane. Ainsi, selon Maamar Metmati, certains des textes présents dans la version arabe, moteurs du conflit entre sunnites et chiites, auraient, selon été omis, voire altérés. 
À titre d’illustration, voici quelques exemples de coupures et d’altérations de texte qui ne peuvent être justifiées par un souci de concision ou de correction des modifications d'Al Bal'ami, à commencer par la falsification grossière qu'illustre le premier exemple (l'histoire du moine Ba'hîrâ). 

### L’histoire du moine Ba’hîrâ.
Zotenberg a procédé à l'ajout de la partie en gras du texte, pourtant absente de la version arabe : 

« Or ils arrivèrent près de Bassore, qui est la première ville du territoire de Syrie. Il y a aux portes de la ville un couvent où résidait un moine nommé Ba’hîrâ, qui avait lu les anciens écrits et y avait trouvé la description du Prophète. Il y avait près de là une station où s’arrêtaient toutes les caravanes qui y passaient. La caravane d’Abou-Tâlib y arriva pendant la nuit. Quand le jour fut venu, laissant brouter les chameaux, les gens se mirent à dormir. Mo’hammed était assis et gardait leurs effets. Lorsque le soleil devint plus chaud, un nuage ayant la forme d’un grand bouclier vint ombrager la tête du Prophète. Voyant cela, le moine ouvrit la porte du couvent et en sortit ; les gens de la caravane se réveillèrent. Ba’hîrâ prit Mo’hammed sur son cœur et l’interrogea sur sa position, sur son père, sa mère et son grand-père. Mo’hammed lui raconta tout, ainsi que l’histoire des anges qui lui avaient ouvert le corps, exactement comme cela s’était passé. Ba’hîrâ lui demanda ce qu’il voyait la nuit en songe, et Mo’hammed le lui dit. Tout cela s’accordait avec ce que Ba’hîrâ avait trouvé dans les livres. Ensuite il regarda entre ses deux épaules et y aperçut le sceau de la prophétie. »

« Alors il dit à Abou-Tâlib : Cet enfant que t’est-il ? L’autre répondit : C’est mon fils. Ba’hîrâ dit : Il est impossible que son père soit vivant. Abou-Tâlib dit alors : C’est mon neveu. Ba’hîrâ demanda : Où le mènes-tu ? L’autre dit : En Syrie. Ba’hîrâ dit : Celui-ci est le meilleur de tous les hommes de la terre et le Prophète de Dieu. Sa description se trouve dans tous les écrits de l’ancien temps, ainsi que son nom et sa condition. J’ai maintenant soixante et dix ans, et il y a bien longtemps que j’attends sa venue comme prophète. Je te conjure par Dieu de ne pas le conduire en Syrie, de peur que les juifs ou les chrétiens ne le voient et ne l’enlèvent. Ils ne pourront pas le tuer, parce que personne ne peut enfreindre la décision de Dieu ; mais il se peut qu’ils l’estropient des mains ou des pieds ou du corps. Renvoie-le chez lui à la Mecque. »

« Abou Bakr as-Siddiq, qui était présent, dit à Abou-Tâlib : Renvoie-le à la maison, pour éviter ces dangers. Abou-Tâlib le renvoya sous la garde de l’un de ses esclaves, et Abou-Bakr envoya avec lui Bilâl. Une tradition rapporte qu’Abou-Tâlib retourna lui-même, renonçant à son voyage. »

L'histoire prend place quand Muhammad est âgé de 9 ans dans la Chronique de Tabari (6 ans pour certains historiens et jusqu'à 12 ans pour quelques avis à la marge), et il est également affirmé de manière consensuelle qu'Abou Bakr était âgé de 3 ans de moins que Muhammad. Il est peu probable qu'un enfant entre 3 et 6 ans ait eu sa place dans ce voyage et encore moins qu'il ait pu tenir un discours d'adulte et donner un ordre au chef de clan qu'était Abou Talib. De plus Bilal bien plus jeune que les deux protagonistes n'était pas nés à cette époque (Billal naitra lors du 10e anniversaire de Muhammad). Il s'agit d'un ajout volontaire de Zotenberg au bénéfice d'Abou Bakr mais sans prise en compte de la chronologie.

Cette anomalie a été soulevée par Caratini  : 

« Certaines sources mentionnent, parmi les voyageurs, Abu Bakr (le futur beau-père du Prophète et celui qui lui succéda après sa mort) : peut-être n’est-ce là qu’une mention intentionnelle, mettant en scène, dès le tout début de l’épopée de Mahomet, celui qu’on surnommera plus tard «le premier musulman». »

### L’assassinat d'Abdul Rahman Ibn Khalid Ibn Al Walid
L'histoire accusant ouvertement Mu'awiya d'avoir commandité l'empoisonnement de Abdul Rahman Ibn Khalid Ibn Al Walid a été supprimée de la chronique, bien que présente dans la version arabe : 

« Durant cette année, Abdul Rahman Ibn Khalid Ibn Al Walid quitta le pays des Romains et alla vers Humouss ou Ibn Athal Al Nassrani (le chrétien) lui glissa une boisson empoisonnée, d’après ce qu’il a été raconté, lorsqu’il la bu, il mourut. Voila les motifs et les circonstances de sa mort : »

« La cause été d’après ce qu’il m’a été transmis par Omar : Que Abdelrahman Ibn Khalid Ibn Al Walid pris de la valeur, de l’ampleur et de l’importance à Damas. Ses habitants avaient un penchant vers lui et surtout par rapport à ce qu’ils gardaient en mémoire de l’audace et les bonnes traces de son père Khalid Ibn Al Walid qui résida sur les terres Romaines. »

« Ce qui suscita la peur de Mourawia au point que ce dernier ait peur pour sa propre personne (son pouvoir). Il ordonna à Ibn Athal (le chrétien) de le piéger afin de le tuer et lui proposa en récompense de lui payer les impôts tout le long de sa vie et en plus, de lui confier la charge de collectionneur des impôts de la ville de Humouss. Lorsque Abdelrahman Ibn Khalid Ibn Al Walid quitta la terre des Romains et arriva à Humouss, Athal lui glissa une boisson empoisonnée avec certains de ses Mamelouk, lorsqu’il l’a bu il mourut à Humouss. Murawiya tint sa promesse envers Ibn Athal en lui payant ses impôts et en le chargeant des impôts de Humouss. »

Le cas rappelle un autre cas d'accusation d'empoisonnement lié a Mu'awiya : celui d'Hassan. En tout état de cause, l'affaire de Abdul Rahman est mentionnée chez Yakoubi ou plus récemment chez Mawdoudi.

### Le serment d'allégeance d'Ali
Le texte omis par Zotenberg remet en perspective le supposé consensus relatif à la nomination du premier calife, abou Bakr; souvent présenté dans les textes de tendance wahabite comme une allégeance unanime et immédiate de tous les compagnons, y compris Ali :

« La considération dont ‘Ali jouissait, il la devait à Fâtima ; celle-ci morte, les fidèles n’eurent plus d’égards pour lui. Aussi chercha-t-il à faire sa paix avec Abou Bakr en lui prêtant serment de fidélité ce qu’il n’avait pas fait durant les six mois (qu’avait survécu Fâtima à son père). Il manda donc à Abou Bakr de venir le trouver sans amener personne avec lui, parce qu’il redoutait la présence de ‘Omar. « Non, par Dieu, s’écria ‘Omar, tu n’entreras pas seul chez eux. – Que craignez vous donc qu’ils me fassent ? répondit Abou Bakr. Par Dieu ! J’irai chez eux ». »

Pourtant le texte peut être retrouvé chez Bukhari, de manière quasi identique à la version arabe de la Chronique de Tabari. Dans la version de Zotenberg; le texte original a été remplacé par la mention suivante au sujet de l'allégeance d'Ali : 

« Après l’inauguration d’Abou-Bekr dans la dignité de Calife »

### L'histoire de la maison
Texte omis de la version française, pourtant présent dans la version arabe mais également chez Ibn Abī Schaiba, al-Balâdhurî et al-Ya'qubi : 

« Ibn Hamid nous a raconté, selon ce que Jarir a raconté, selon Moughira, selon ibn Koleib qui a dit : Omar fils de Khatab vint au domicile d’Ali ou Thalat, Zobeir et d’autres hommes parmi les immigrés s’était réfugiés et les menaça en ces termes  « Je jure de brûler la maison si vous ne sortez pas faire acte d’allégeance » Zobeir sortit après avoir sorti son épée de son fourreau, mais il trébucha et l’épée tomba de sa main, ils sautèrent sur lui et le saturèrent »

La fiabilité de cette histoire est remise en question par les théologiens sunnites et il n'est pas à exclure qu'il s'agisse d'un ajout chiite, sans pour autant qu'un avis définitif ne soit apporté.

### Le jour du jeudi
Pierre d'achoppement du conflit sunnite/chiite, ce texte est pourtant présent chez de nombreux transmetteurs sunnites et son authenticité n'a jamais été contestée, le désaccord portant sur l'interprétation ou le poids à lui donner. Là encore Zotenberg a exclu le texte, ce qui est d'autant plus surprenant au regard de la notoriété de ce récit mais pourrait s'expliquer par une méconnaissance du corpus islamique de la part du traducteur. 

« Ibn Abbas a dit : « Quand les souffrances du prophète devinrent vives, il s’écria : « Qu’on m’apporte de quoi écrire afin que je vous mette par écrit ce qui vous préservera de l’erreur après moi ! ». « La douleur domine le prophète » dit alors Omar ; « nous avons le livre de Dieu qui nous suffit ». »

### Les porteurs du Prophète
Ce passage a fait l'objet d'une réécriture de la part du traducteur afin d'atténuer les querelles survenues à l'époque : 

#### Version d'origine arabe chez Tabari
« Aïcha a rapporté : « Le messager de Dieu (sws) revenait du cimetière de Bakie, et m’a trouvé alors que j’avais des maux de tête. Je disais : « O ma tête ! » Il me dit alors : je te jure Aicha c’est à moi de dire « O ma tête » ! Ensuite il dit : »

« Qu’en penserais-tu si tu me précèderais dans la mort, et que je t’ensevelisses, en faisant sur toi la prière, et t’entererrais ! »

« Je lui dis : je te jure que si tu le ferais, tu retournerais chez moi et tu contracterais d’autres mariages. »

« Le Messager de Dieu (sws) sourit. Puis la douleur lui faisait de plus en plus mal, alors il convoqua ses épouses afin de leur demander l’autorisation de pouvoir se rendre chez moi, l’autorisation lui fut accordée. Le messager de Dieu (sws) sortit entre deux hommes de ses proches : l’un [fut] Al Fadl ibnou Al Abass et un autre homme. Le Prophète avait la tête bandée» »

« Abbas dit « sais-tu qui était l’autre homme ? » J’ai dit « non !»  Il ma répondu « Ali fils d’Abou Talib mais elle (Aicha) ne pouvait pas citer par le bien Ali, elle en était incapable ! » »

#### La version française
« Après avoir terminé son allocution, le Prophète rentra chez lui. Il réunit toutes ses femmes dans la maison de Maïmouna, et demanda leur consentement pour rester, pendant sa maladie, dans la maison d’Aïscha. Il se traîna donc, s’appuyant d’un côté sur l’épaule d’Alî, et de l’autre sur l’épaule de Fadhl, fils d’‘Abbâs, vers la maison d’‘Aïscha, s’étendit sur le matelas et fut pris de la fièvre. Cet état dura jusqu’à la fin du moi de çafar ; il ne pouvait plus se rendre à la mosquée pour la prière »

La subtilité de la forge porte sur les segment en gras et se comprend grâce à un hadith du sahih Bukhari :

« Aïcha a dit : « Lorsque le Prophète fut affaibli et que son mal eut empiré, il demanda à ses femmes la permission de passer le temps de sa maladie dans mon appartement. La permission lui ayant été donnée, il se rendit chez moi, ses pieds traînant sur le sol, mais soutenu par deux hommes, Abbâs et une autre personne. Comme, dit ‘Obaïd-Allah, je racontai cela à ‘Abdallah ben ‘Abbâs, il me demanda : « Sais- tu qui était cette autre personne ? –Non, répondis-je. – C’était, répliqua-t-il, ‘Ali ben Abou Tâlib». »

Zotenberg fait l'impasse à la fois sur les tensions entre Muhammad et son épouse mais aussi sur les tensions entre Ali et Aisha ce qui induit une déperdition d'informations pour la compréhension d’événements postérieurs tels que la bataille du chameau.

### Synthèse des modifications de Zotenberg
L'analyse des narrations supprimées ou altérées par Zotenberg ont toutes pour dénominateur commun de viser les polémiques entre les deux grandes branches de l'islam : la succession, Mu'awiya ou même la prédominance de tel ou tel personnage sur un autre. Nous sommes sur un cas manifeste de négationnisme ou de révisionnisme de l'histoire dans un but politique. Aujourd'hui, les versions de Zotenberg sont abondamment reprises dans la littérature wahabite dans un but de réhabilitation du califat Omeyyade qui fut la référence jusqu'à ibn Taymiyah, et par la suite d'Abdel Wahhab et de la famille Al Saoud. Il est difficile de savoir quel fut l’intérêt de Zotenberg dans cette démarche.

## La validité des chroniques historiques
De manière générale, les récits historiques de l'islam ne peuvent pas être comparés aux ouvrages d'histoire actuels. À l'époque de Tabari, les chroniqueurs n'avaient pas encore établi une réelle méthodologie d'analyse des faits et de traitement de l'information. Ainsi, on peut retrouver pêle-mêle véritables faits historiques, narration sans source précise, récits plus ou moins forgés, histoires fantastiques, ou mythes juifs portant le nom d'isrâ'îliyyât. Ibn Hanbal lui-même reprochait aux chroniques leur forte teneur en récits sans fondements. 

### Un cas à titre d'exemple
On peut citer comme cas de récit fantaisiste le fameux exemple des versets sataniques, qui bien que rapporté par un grand nombre de chroniqueurs, s'avère un faux manifeste. En effet, un examen des chaines de transmission utilisées par les chroniqueurs montre que la grande majorité des rapporteurs de l'histoire ont vécu près d'un siècle après les faits et seule une chaine remonte à un compagnon. Néanmoins, ce dernier n'étant pas né au moment des faits, son témoignage sans source mentionnée ne peut être recevable. 
C'est sur ce type de cas que se pose la limite de l'utilisation des diverses Chroniques, aussi bien dans un but d'argumentation en faveur de l'islam que dans un discours critique. Il faudra en effet attendre ibn Khaldoun et son traitement systémique du fait historique pour approcher des critères modernes de cette science. Il s'attachera particulièrement à la conformité des faits, à la réalité et à la nature des choses, rompant également avec la prédominance de l'usage de l'isnad (chaîne de transmission), car bien qu'une histoire puisse avoir des narrateurs dignes de confiance, elle a pu être transmise en première intention avec des erreurs ou un discours partisan, chose que la chaine de transmission ne peut relever selon le normatif sunnite (le premier maillon, celui des Compagnons, n'est jamais analysé). Plus récemment le théologien chiite Tabâtabâ'î a pointé l'anarchie qui régnait à l'époque de Tabari concernant le traitement de l'information.

Si les Chroniques de Tabari, au même titre que la Sira d'ibn Hicham, ne sont pas recevables selon les normes scientifiques actuelles, l'histoire de ces ouvrages et en particulier les diverses altérations du texte sont un sujet d'étude précieux au regard de l'histoire de l'islam. Les interventions de Zotenberg sur la traduction des Chroniques et l'absence de correctif dans l’édition actuelle démontre que le sujet est toujours d'actualité.